# Bebearia oxione
Bebearia oxione är en fjärilsart som beskrevs av William Chapman Hewitson 1866. Bebearia oxione ingår i släktet Bebearia och familjen praktfjärilar. Inga underarter finns listade i Catalogue of Life.

## Bildgalleri

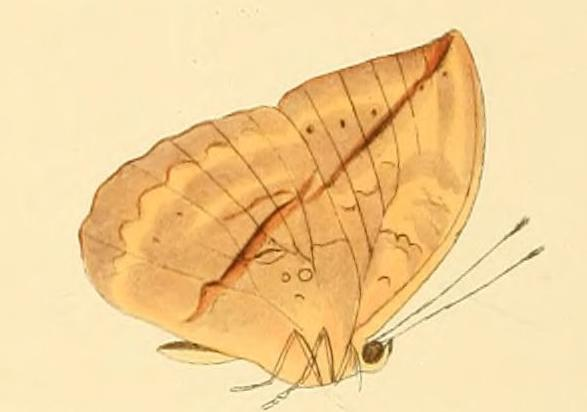
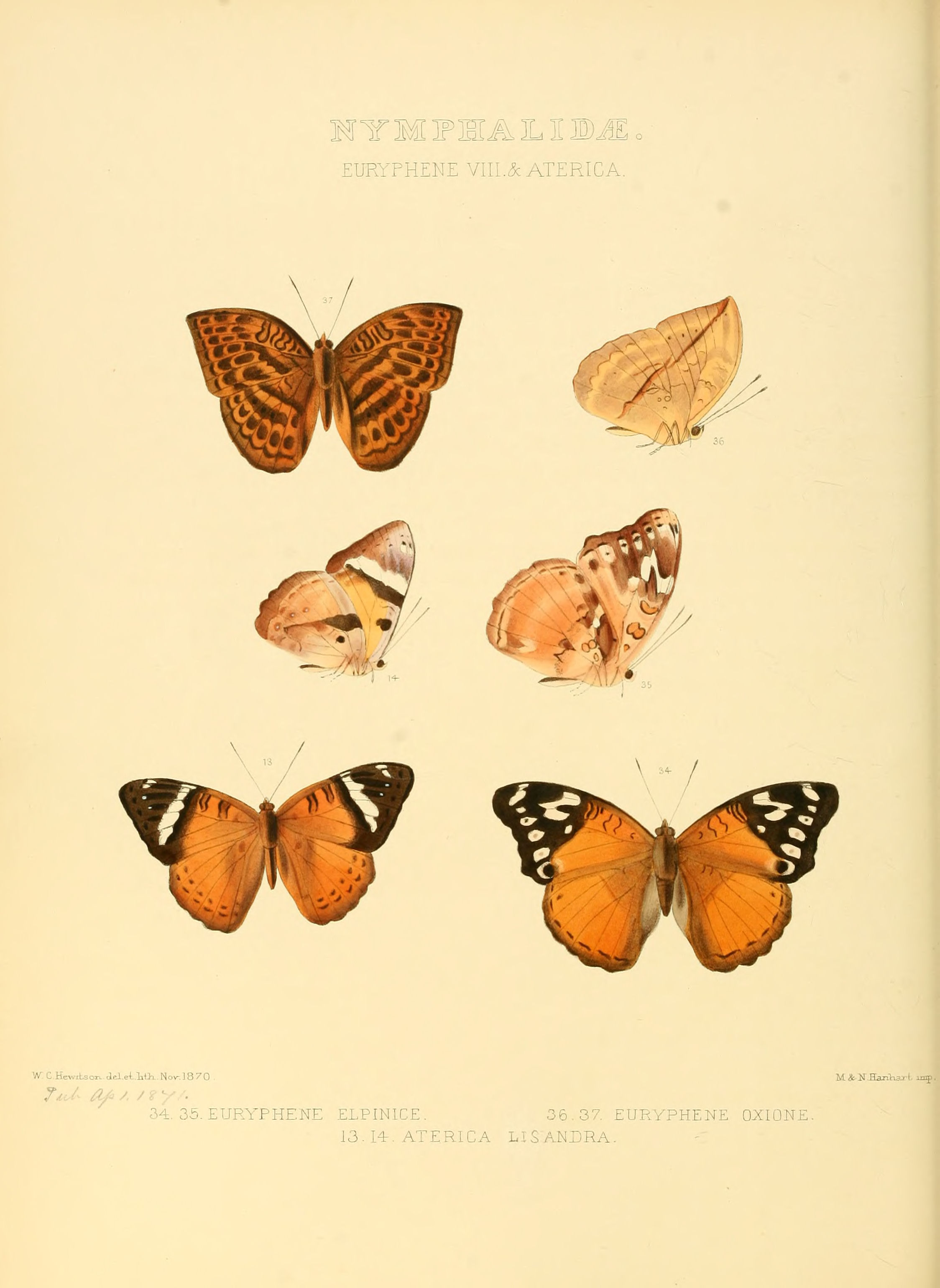